# Phoenicoparrus jamesi
Il fenicottero di James (Phoenicoparrus jamesi (Sclater, 1886)) è un uccello della famiglia Phoenicopteridae, diffuso prevalentemente negli altopiani andini del nord del Cile, della Bolivia e, in misura più limitata, del Perù meridionale e dell'Argentina nord-occidentale.
Questo fenicottero prende il suo nome in onore di Harry Berkeley James (1846–1892), naturalista inglese e finanziatore di varie spedizioni in Sud America tra cui quella che collezionò l'esemplare classificato da Sclater.

## Descrizione
Raggiunge un'altezza di 90–92 cm e il suo piumaggio è rosa chiaro con striature carminie sul collo e sul dorso; una porzione ridotta delle ali è di colore nero.

## Distribuzione e habitat

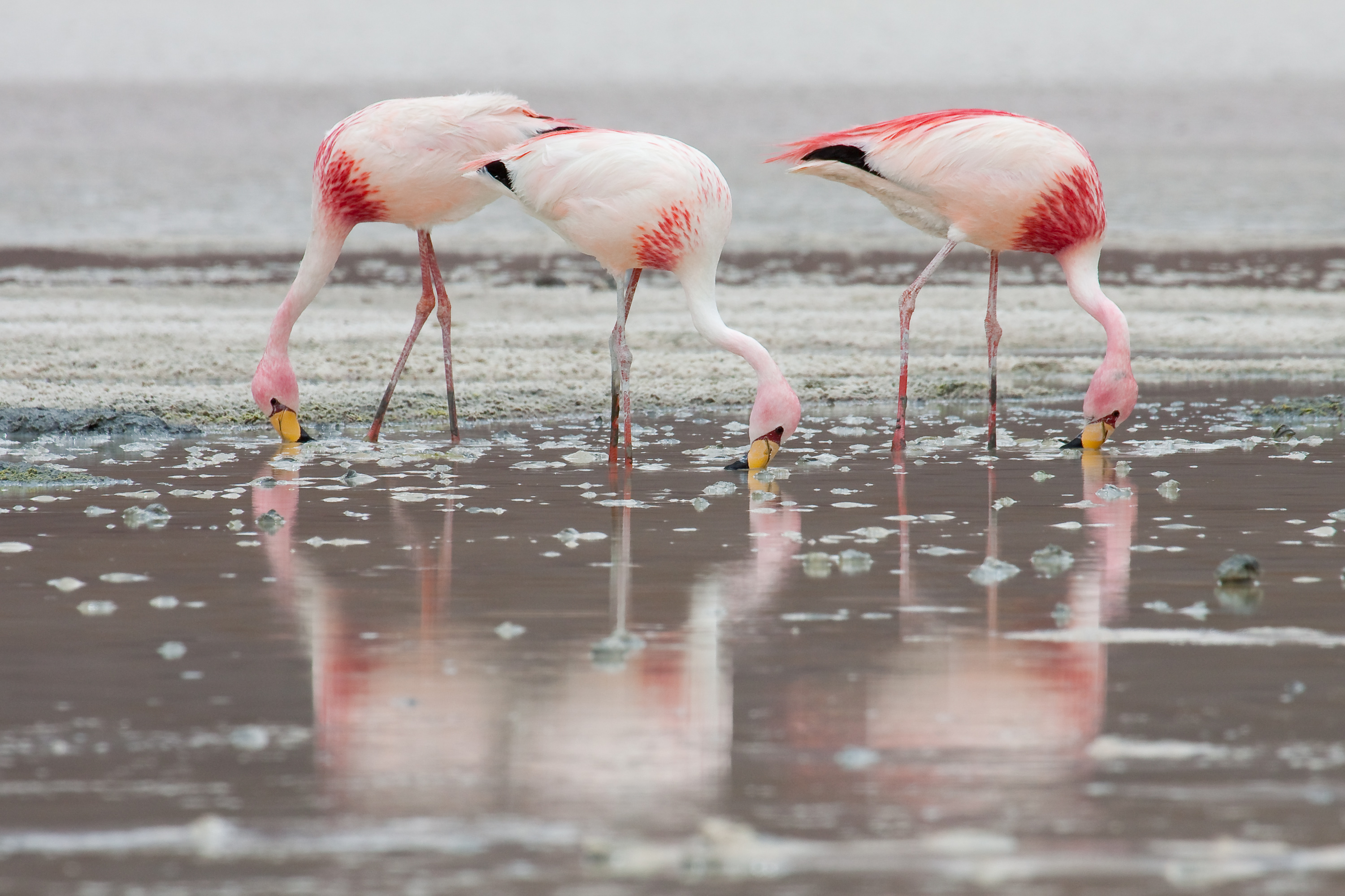
Un gruppo di fenicotteri di James nella Laguna Hedionda in Bolivia.

La Laguna Colorada e la Laguna Guayaques (due laghi salati boliviani) costituiscono, con una popolazione registrata di oltre 40.000 esemplari, i siti delle colonie maggiori e i principali luoghi di accoppiamento di questa specie.

## Conservazione
La IUCN Red List classifica P. jamesi come specie prossima alla minaccia (Near Threatened). La popolazione totale ha subito una forte flessione numerica nel corso del XX secolo sia a causa della riduzione e dell'inquinamento dell'habitat che della caccia; anche se dal 2000 ci sono dei segnali di ripresa incoraggianti, il trend demografico rimane ancora negativo. Al 2005, la popolazione totale stimata era di 100.000 esemplari.